# Monitor forma de onda

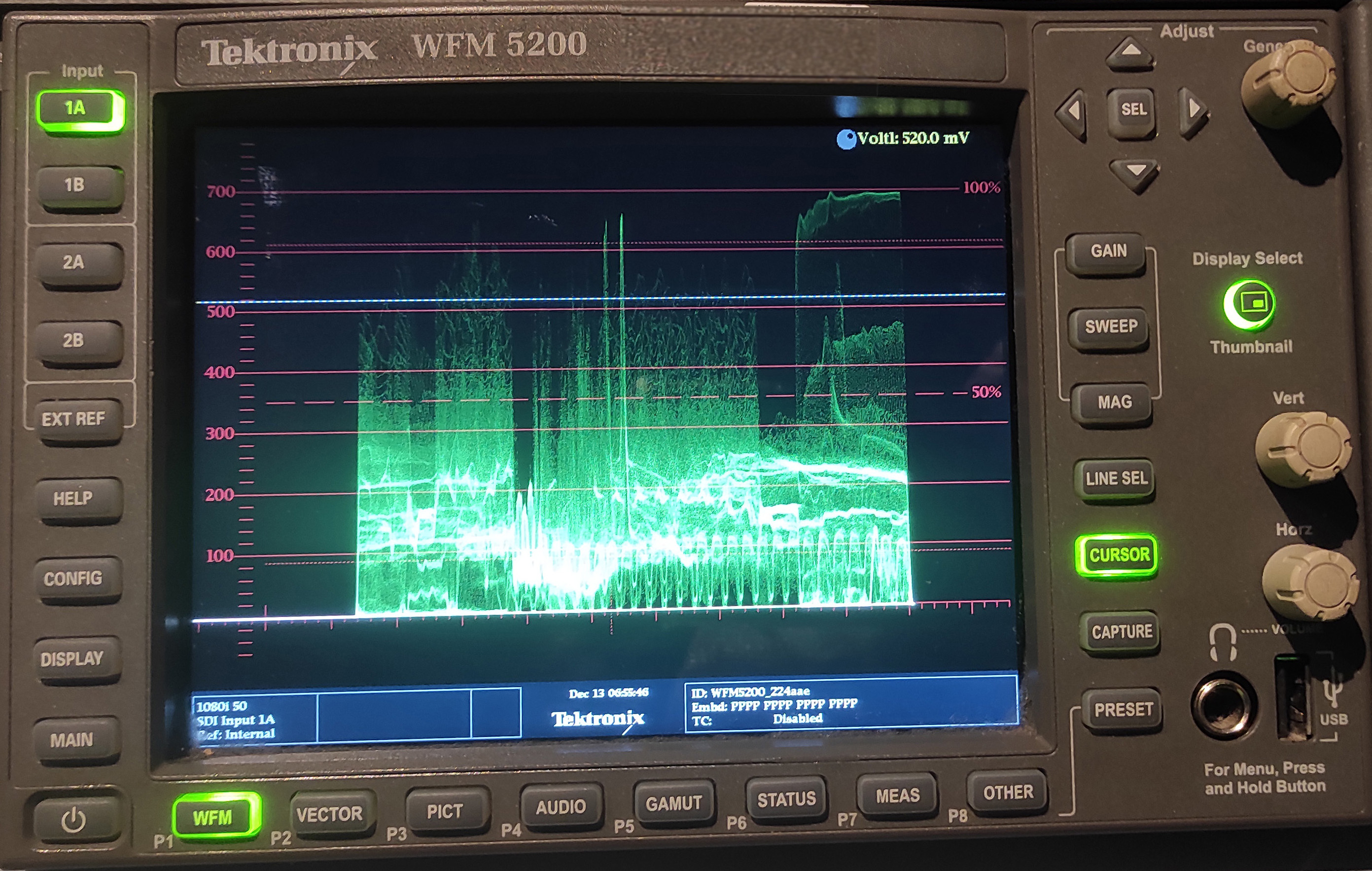
Monitor Forma de Onda Tektronix WFM5200, con señal de una cámara.

Monitor forma de onda (MFO), instrumento de medida utilizado en televisión para ver y medir la forma de onda  en la señal de vídeo. 
El monitor forma de onda o MFO es en realidad un osciloscopio especializado en la señal de televisión. Su base de tiempos está diseñada para adaptarse a los tiempos típicos de esa señal y ver las partes de interés de la misma de una forma fácil y sencilla. 

## Base de tiempos
La base de tiempos proporciona diferentes tiempos para los barridos del haz en la pantalla. Se divide en 2 partes fundamentales, los correspondientes a la representación de las líneas, mostrando una o dos líneas por cada barrido del haz, y la representación de campos, donde también se pueden mostrar uno o dos campos por cada barrido del haz. A estas partes fundamentales de la base de tiempos se unen ciertas posibilidades destinadas a la realización de algunas medidas concretas o a facilitar la visualización de alguna zona concreta de la señal. Así pues, se puede ampliar el barrido magnificando la señal representada y facilitando la observación y medida de alguna de sus partes, como puede ser el sincronismo.
Normalmente existe la posibilidad de poder seleccionar línea a línea e incluso una línea en concreto. Esta posibilidad de selección se completa con una salida de monitoreado, normalmente llamada "pix monitor" donde se ve resaltada, sobre un monitor de TV, la línea que se representa en la pantalla del instrumento. Se suele poder seleccionar de esta misma forma un grupo de 15 líneas. Algunos aparatos incorporan cursores y posibilidad de comparación por sectores de la onda representada.

## Vertical
La sección vertical del aparato consta únicamente de un amplificador vertical al cual se le conmutan dos entradas de vídeo, opcionalmente una tercera de alta impedancia, las cuales pueden ser acopladas en continua o en alterna. El control de la amplitud está diseñado de tal forma que en su posición normal la señal de vídeo ocupa cómodamente la pantalla con unas barras de color (recordamos que la señal de vídeo tiene una amplitud de un voltio pico a pico, correspondiendo de 0V a 0,7V la amplitud propia de la señal de imagen y de 0V a -0,3V a la amplitud del sincronismo), Tiene varias posiciones de una determinada ganancia así como un control lineal de la misma, que facilita la realización de las diferentes medidas estándar que se suelen realizar.
Una batería de filtros pasa bajos y pasa banda nos permiten ver las diferentes señales que componen la señal de vídeo, en particular la luminancia y la crominancia así como la realización de alguna medida concreta. Se complementa con un sistema de restauración de la componente de continua que pueda portar la señal.

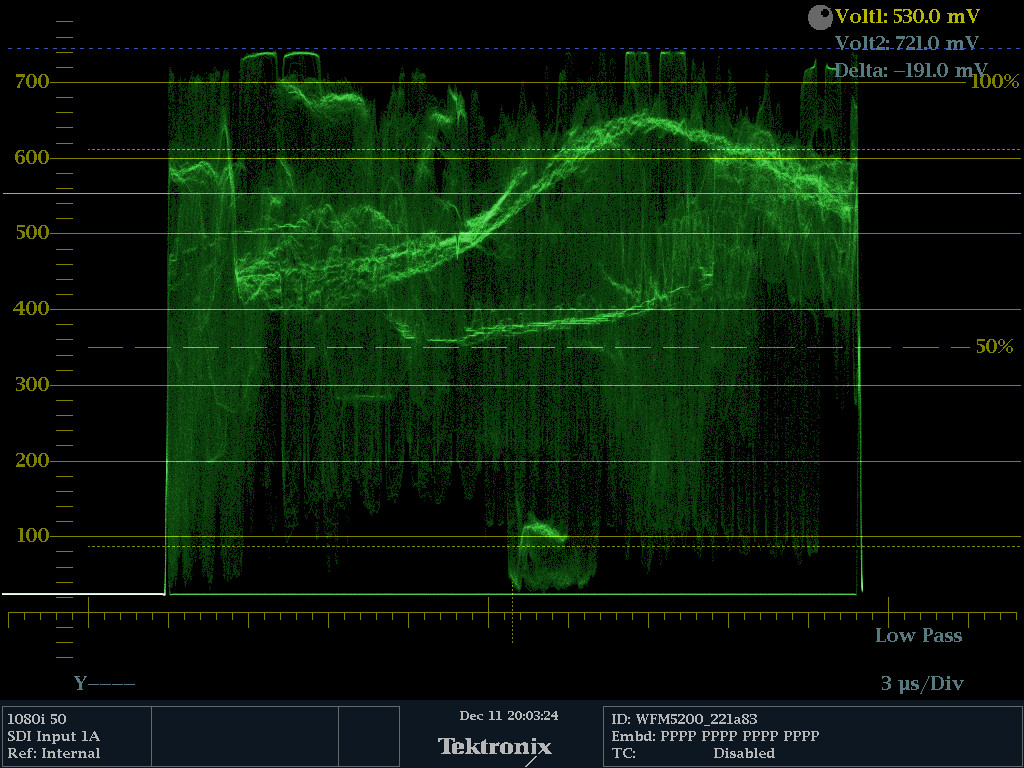
Pantalla de un monitor Forma de Onda, con señal de una cámara.

## Otros controles
Como cualquier otro osciloscopio consta de los controles de brillo, foco, iluminación de la escala y posicionamiento. hay un sistema de conmutación de carátulas para realizar las diferentes .

## Otros tipos de MFO

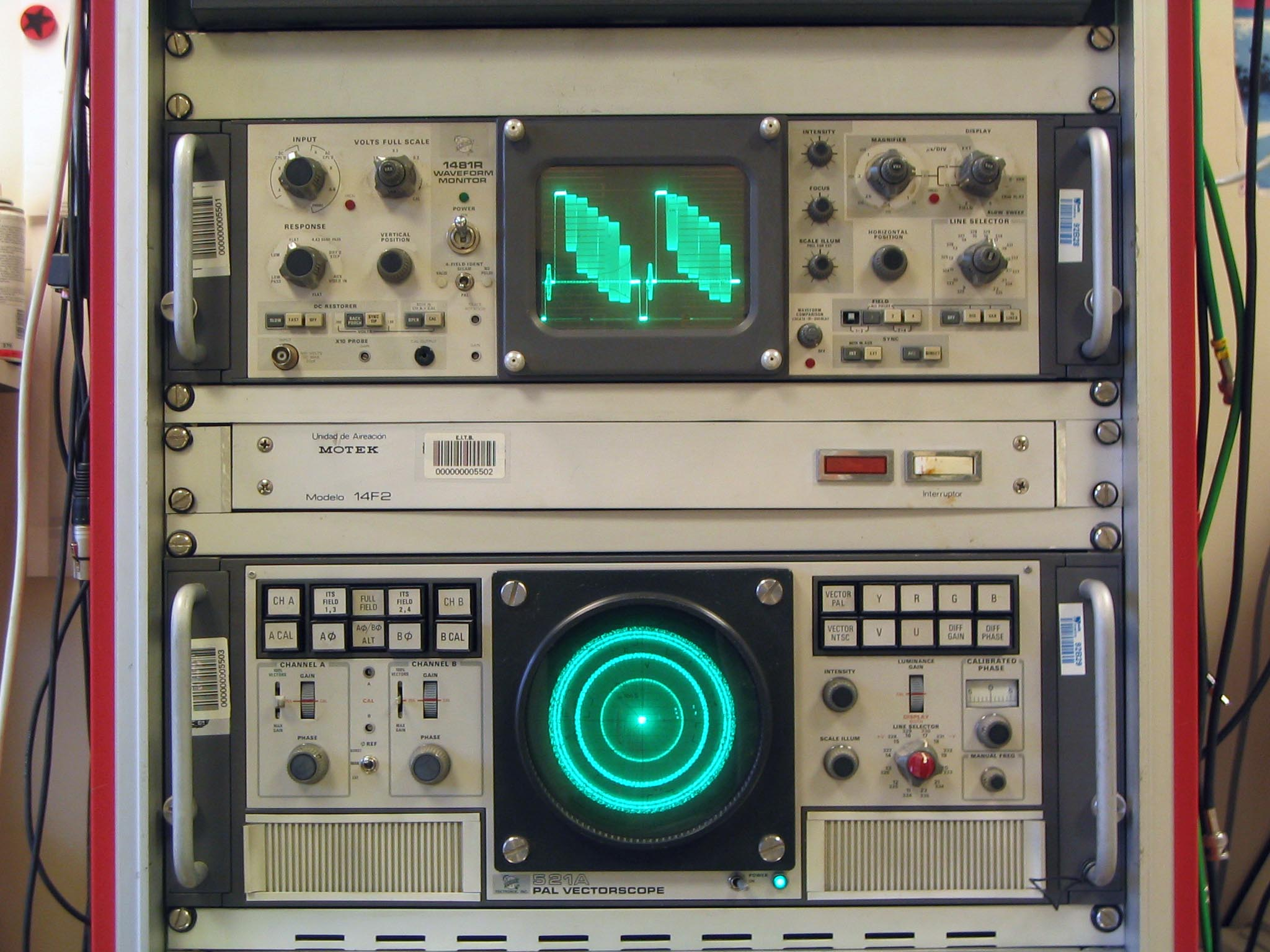
MFO y vectorscopio.

Si básicamente todos los monitores forma de onda son iguales hay muchos de ellos que viene combinados con un vectorscopio y con otros aparatos de medida. La popularización del vídeo digital SDI exige que los MFO puedan representar dicha señal. La mayoría de ellos representa la señal de vídeo una vez decodificada, pero es normal que también puedan representar el diagrama de ojo de la señal SDI e incluso los datos y errores que se producen en la transmisión de esa señal. Suelen complementarse con otra serie de carátulas y representaciones, como el diagrama rayo, el diamante, el booting, la presentación frontera..., que se utilizan para la realización de medidas específicas y la determinación de errores de gamut.